# Погост (Вельский район)
Погост — посёлок в Вельском районе Архангельской области. Административный центр муниципального образования «Судромское». Неофициальное название посёлка — Судрома

## Географическое положение
Посёлок расположен в 32 км на север от Вельска на федеральной автотрассе М8 «Холмогоры», на левом берегу реки Вага (приток Северной Двины) в месте впадения ручья Пайтова Солда. Ближайшие населенные пункты — на севере примыкает деревня Ивановская, а с юга деревня Пайтовская.
Часовой пояс
Погост, как и вся Архангельская область, находится в часовой зоне МСК (московское время). Смещение применяемого времени относительно UTC составляет +3:00.

## Население
| 2002 | 2010 | 2012 | 2014 |
| ---- | ---- | ---- | ---- |
| 380  | ↗383 | ↗453 | ↗455 |

## История
В 1849 году в погосте была построена деревянная однопрестольная Николаевская церковь. В 1871 году епархиальным начальством разрешено построить вместо неё новую каменную церковь с колокольней.
Указан в «Списке населённых мест по сведениям 1859 года» в составе Вельского уезда Вологодской губернии как «погост Судромское». Насчитывал 5 дворов, 12 мужчин и 7 женщин. В погосте находилась одна православная церковь.

## Инфраструктура
Предприятия, расположенные на территории посёлка (со среднесписочной численностью работников) на 1 января 2014 года:
- ООО «Агрофирма Судромская» (110);
- ООО «ЖКХ Судрома» (3).

## Достопримечательности
Церковь Илии Пророка Объект культурного наследия № 2900000952  — 1888 года постройки. Кирпичная церковь, построена по проекту, близкому к образцовым. Четверик, завершённый декоративным пятиглавием, с трапезной и колокольней. Приделы в трапезной Петропавловский и Модеста Иерусалимского. В советское время использовалась не по назначению и была перестроена. В настоящее время ремонтируется, возвращена верующим..